# 帕斯卡·西甘
帕斯卡·西甘（Pascal Cygan，1974年4月29日—）是一名法國已退役足球運動員。此前他曾效力於法國球會里爾、英超勁旅阿森纳和西甲球隊比利亞雷阿爾。在場上西甘最擅長的位置是中堅，但亦能擔當左後衛的角色。西甘在2011年6月宣佈退役，並將回到法國擔任教練工作。